# Сконструйовані мови
Сконструйовані мови або Інженеровані мови, також engelangs, engilangs (скор. від англ. Engineered language) — це штучні мови, розроблені для перевірки або підтвердження деяких гіпотез про те, як мови можуть працювати. Існує щонайменше три підкатегорії: філософські мови, логічні мови і експериментальні мови.
Деякі сконструйовані мови вважаються кандидатами на міжнародні допоміжні мови, а деякі мови, призначені як міжнародні допоміжні мови, мають певні «конструйовані» аспекти (в яких вони є більш регулярними та систематичними, ніж їхні джерела природних мов).

## Філософські мови
Філософські мови призначені для відображення певного аспекту філософії, зокрема щодо природи чи потенціалу будь-якої мови. Філософська мова (також мова Джона Вілкінса) Джона Вілкінса та Ро Едварда Пауелла Фостера побудували свої слова за допомогою таксономічного дерева. Словники олігосинтетичних мов, наприклад Ygyde, складаються зі складних слів, які створені з невеликого (теоретично мінімального) набору морфем. Toki Pona Соні Ленг базується на мінімалістичній простоті.

## Логічні мови
Логічні мови призначені для дозволу (або забезпечення виконання) однозначних тверджень. Зазвичай вони базуються на логіці предикатів, але також можуть базуватися на будь-якій системі формальної логіки. Двома найвідомішими логічними мовами є мова логлан і її наступник ложбан. Вони обидва спрямовані на усунення і зведення синтаксичної та семантичної неоднозначностей до мінімуму. Зокрема, граматика ложбану ретельно розроблена, щоб виразити таку логіку предикатів однозначним чином. Toaq і Eberban також є логічними мовами.

## Експериментальні мови
Експериментальна мова — це штучна мова, розроблена з метою дослідження певного елемента теорії лінгвістики. Більшість таких мов пов'язані зі зв'язком між мовою та мисленням; однак такі мови були сконструйовані також і для вивчення інших аспектів мови.
У науковій фантастиці було зроблено багато роботи над припущенням, широко відомим як гіпотеза Сепіра-Уорфа. Láadan Сюзетт Гейден Елджін розроблено для лексикалізації та граматиалізації понять і відмінностей, важливих для жінок, на основі приглушеної теорії груп .
«Історія твого життя» — це коротке оповідання Теда Чана, у якому значною мірою представлена лише письмова нелінійна мова (текст у ньому не має помітного початку чи кінця) у формі його Heptapod B, хоча мова описана лише нечітко й ніколи не показана. Ця історія була адаптована до фільму «Прибуття», хоча його версія Heptapod B лише певною мірою нелінійна.

## Дивіться також
- Контрольована природна мова[en]
- Міжнародна допоміжна мова
- Художня мова[en]
- Іткуїль
- Ложбан

## Зовнішні посилання
- Посилання Гаррета на логічні мови
- Походження терміну «engelang», автор And Rosta (допис списку розсилки CONLANG, 19 липня 2007 р.)